# Lewis Larsson
Lewis Larsson (ursprungligen Hol Lars Larsson), född 14 mars 1881 i Hjulbäck, Nås socken, död 3 augusti 1958 i Jerusalem, var en svenskpalestinsk affärsman och fotograf.
Lewis Larsson, som var son till hemmansägaren Hol Lars Larsson, genomgick folkskolan i Nås. Han deltog 1896 i den kända utvandringen därifrån till Jerusalem. Där fortsatte han sina studier i en privatskola och arbetade sedan som fotograf och ägnade sig åt affärsverksamhet. 1920 blev han tillförordnad svensk konsul, 1921 vicekonsul och var 1925–1947 svensk konsul i Brittiska Palestinamandatet. Han var 1923–1925 utsedd att tillvarata de turkisk intressena i Palestina 1923–1925 och de finska intressena i Jerusalemdistriktet och Transjordanien från 1941. Under många år ägde han pensionatet Larsson House i Jerusalem och grundade 1946 import- och exportfirman H. L. Larsson & Sons Ltd, Jerusalem och Stockholm. Larsson fungerade länge som ett starkt stöd för den svenska jerusalemkolonin och som medhjälpare åt svenska resenärer i Palestina.
Han är känd för sina talrika fotografier från Palestina, dokumenterade 2005 i Mia Gröndahls bok Drömmen om Jerusalem : Lewis Larsson och American Colony Photographers. Hans fotografiska verksamhet utvecklades under 1930-talet vidare av hans fotoassistent Eric Matson.